# Twitter (企業)
Twitter, Inc.（ツイッター）は、アメリカ合衆国カリフォルニア州サンフランシスコを拠点としていた過去にあったIT企業である。マイクロブログとソーシャル・ネットワーキング・サービスの「Twitter」を運営し、さらに以前はショート動画アプリ「Vine」とライブストリーミングサービス「Periscope」も運営していた。
サービスとしてのTwitterは、2006年3月にジャック・ドーシー、ノア・グラス、ビズ・ストーン、エヴァン・ウィリアムズによって開発され、同年7月に公開された。2012年までに、1日あたり1億人以上のユーザーが3億4000万件のツイートを投稿し 、1日に平均16億件の検索クエリを処理している。2013年11月には株式を公開した。2019年初頭までに、月間アクティブユーザー数が3億3000万人を超えた。
2022年10月28日、イーロン・マスクによる全株式の買収が完了、同年同月31日よりマスクがCEOに就任した。11月8日にはニューヨーク証券取引所から上場廃止となり、非公開会社になった。2023年4月11日、マスクが設立・経営するXと合併し、会社自体が消滅していることが報じられた。

## 歴史

### 2006年–2007年:創業

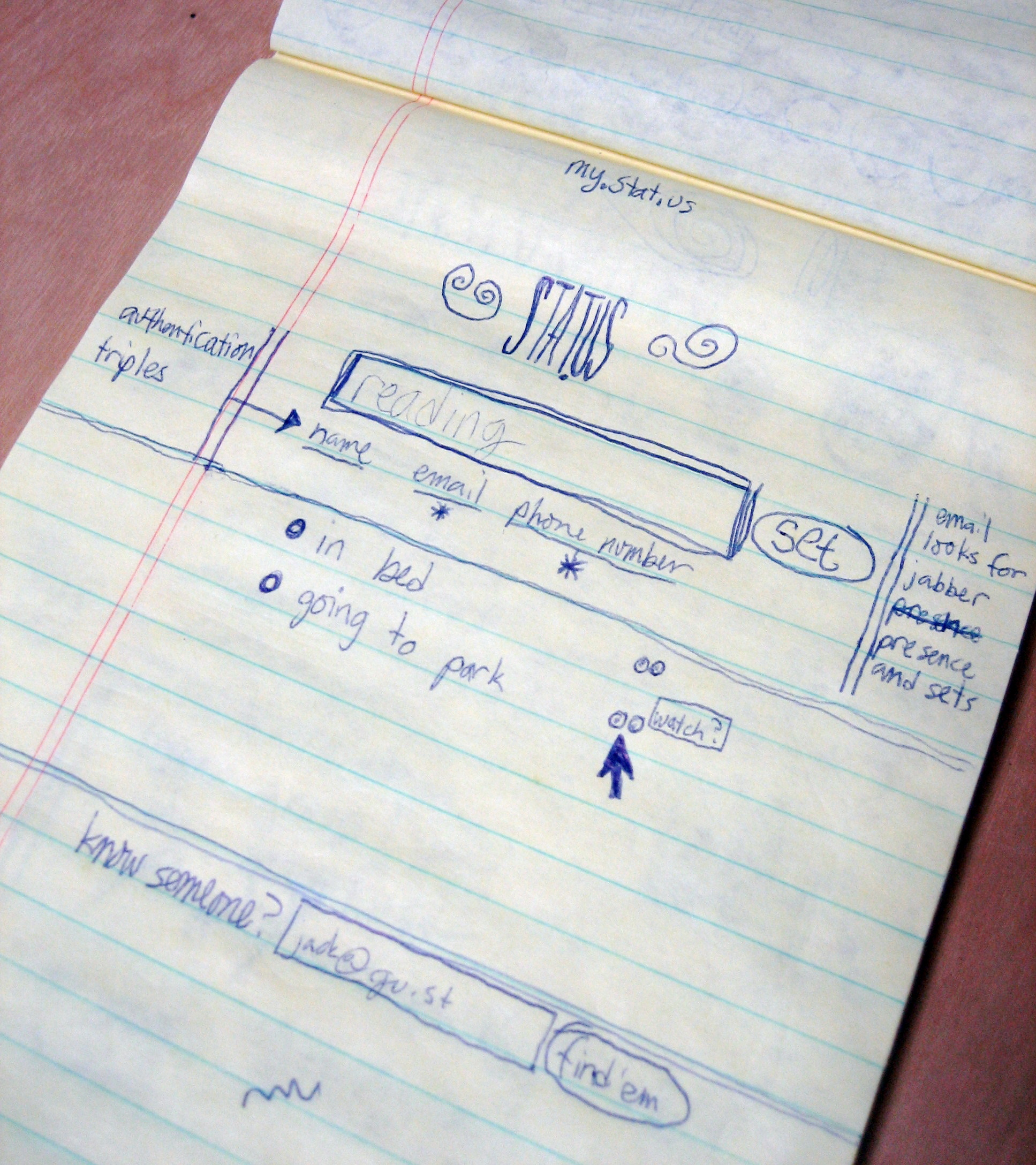
ジャック・ドーシーによる、 SMSベースのソーシャルネットワークの構想メモ、2006年頃。

Twitterの起源は、ポッドキャストサービスを展開する企業オデオ（Odeo）の役員が開催していた「一日がかりのブレイン・ストーミング・セッション」にある。そこで当時ニューヨーク大学の学生だったジャック・ドーシーは、個人がSMSサービスを使って少人数のグループとコミュニケーションをとるというアイデアを発表した。それを元にしたプロジェクトが2006年3月21日に始まり、ドーシーは太平洋標準時（UTC-08:00）の午後12時50分に初めてのツイートである「just setting up my twttr（自分のtwttrを設定中）」を公開した。ドーシーと請負人のフロリアン・ウェーバーによって開発されたTwitterの試作型第1号は、オデオの従業員向けの社内サービスとして利用された。2006年7月15日、完成版が一般公開された。2006年10月、ドーシーのほかビズ・ストーン 、エヴァン・ウィリアムズをはじめとするオデオのメンバーたちは、オブビアウス社（Obvious Corporation）を設立し、 odeo.com や twitter.com などの資産とともに投資家や株主からオデオを買収した。後にウィリアムズに解雇されたグラスは、2011年までTwitterの立ち上げに関わっていることを口外していなかった。2007年4月、Twitterは独立した。
Twitterが人気になったきっかけは、2007年のサウス・バイ・サウスウエスト （SXSWi）だった。イベント期間中、 ツイートの投稿数は1日あたり20,000ツイートから60,000ツイートに増加した 。『ニューズウィーク』誌のスティーヴン・レヴィは「Twitter関係者は、会場の廊下に60インチのスクリーンを2台巧みに配置し、それらにTwitterのメッセージを流していた」としたうえで「何百人もの参加者が、Twitterを介して絶え間なくお互いを観察していた。パネリストも講演者もこのサービスについて言及し、出席していたブロガーもそれを宣伝した」と語っている。ブロガーのスコット・ビールは、TwitterがSXSWiを「絶対的に支配」していたと述懐している。ソーシャル・ソフトウェア研究者であるダナ・ボイドも、カンファレンスはTwitterのものだったと述べている。

### 2007年–2022年: 成長
2012年4月、Twitterは自動車メーカーや広告代理店と連携することを目的として、アメリカ・ミシガン州・デトロイトに事業所を開設すると発表した 。また、アイルランド・ダブリンに事業所展開した。2012年12月18日にはTwitterは月間アクティブユーザー数が2億人を突破したことを発表した。15か月前の2011年9月の時点では1億人であり、急速に成長していたことがわかる。
2013年11月7日、同社はニューヨーク証券取引所で新規株式公開を行った。
2016年9月、買収の打診を受けたとの報道を受け、Twitterの株価は20％上昇した。買い手候補はアルファベット、マイクロソフト、セールスフォース・ドットコム（現・セールスフォース） 、ベライゾンそしてウォルト・ディズニー・カンパニーだった。Twitterの取締役会は、2016年末までに行われる可能性のある取引に前向きだった。しかし、10月の報道によると、嫌がらせなどにサービスが悪用されている懸念があるため、すべての買い手候補が辞退し、取引は行われなかった。
2021年4月、Twitterはガーナにアフリカ本部を設立すると発表した。
2022年1月、TwitterはMoPubのAppLovinへの売却を完了した。この取引は2021年10月に最初に発表され、販売価格は10億5000万ドルと報道された。

### 2022年: イーロン・マスクによる買収提案
ビジネス界の大物であるイーロン・マスクは、2022年4月4日にTwitterの9.1％を26億4000万ドルで購入したことを明らかにした。これによりTwitterの株価は27％上昇し、2013年のIPO以来最大の上昇率を記録した。マスクは、発行済み株式の14.9％以上を受益しないことを証券取引委員会への提出文書に記しており、4月9日に取締役会の席を用意されたが、正式に取締役就任となる予定だった当日に取締役会不参加の意向を示した。
その後マスクは4月14日、世界中の民主主義のために言論の自由の重要性を信じていると語り、Twitterの430億ドルでの買収と会社を非公開にするという一方的な申し出を行った 。「TED」（講演イベント）のインタビューで、マスクは「Twitterはその国の法律に倣うべきだ」と語り、世界中のインターネット検閲と戦うことにはほとんど関心を示さなかった一方で、言論の自由に関するマスクの懸念は、ほぼ完全にTwitterのモデレートポリシーに向けられていた。これに対しTwitterの取締役会は、4月15日に「ポイズンピル」戦略を導入した。これにより、マスクの買収を阻止する手段として、敵対的買収が発生した場合に株主が追加の株式を購入できるようになった 。4月20日、マスクはTwitterを買収するための公開買付けとして465億ドルを確保した。4月25日、Twitterはマスクの申し出を受け入れる準備ができていたと報道され、取締役会はその日遅くに申し出を公に受け入れた。
マスクは、最初の計画として、透明性を高めるために、コンテンツフィード内のツイートをランク付けするアルゴリズムをオープンソース化すると述べた。また、スパムボットを削除し、すべてのユーザーを認証する意図を明らかにした。

2022年10月28日、イーロン・マスクによる買収が完了、前取締役は全員解任された。

- ブレット・テイラー（Twitter会長）
- パラグ・アグラワル（Twitter CEO）
- ミミ・アレメイホウ（Mastercard SVP）
- ジャック・ドーシー（Twitter共同創設者、Square共同設立者兼CEO）
- イゴン・ダーバン（Silver Lake共同CEO）
- マーサ・レイン・フォックス（Lucky Voice Group設立者兼会長）
- オミッド・コーデスタニ（Twitter元会長）
- フェイフェイ・リ博士（スタンフォード大学教授）
- パトリック・ピシェット（Inovia Capitalジェネラル・パートナー、Google元SVP兼CFO）
- デビッド・ローゼンブラット（1stdibs.com, Inc. CEO）
- ロバート・ゾーリック（AllianceBernstein Holding L.P.元会長）

### 2022年: イーロン・マスクによる企業改革
2022年10月31日、Twitter社の株式を上場廃止した。11月には社員の半数の3500人を解雇通告したとされる。
2022年11月、公式アカウントが有料サブスクリプションで購入可能となった。12月、ハンター・バイデン疑惑への対応に関する社内文書「ツイッター文書」が公開された。
マスクは12月18日から19日にかけて自身の進退を問うTwitter投票を実施し、「辞任に賛成」が過半数の57.5パーセントを占めた。 20日、マスクは後任が見つかり次第、CEOを辞任するつもりだと投稿した。
2023年1月18日、社内備品計631点が競売に出品され、ロゴの鳥をかたどったオブジェが10万ドル、ネオンサインが4万ドルなどでそれぞれ落札された。
同年4月11日、旧Twitter社がアメリカ合衆国連邦裁判所に提出した文書において、同社が既にイーロン・マスクが経営している別会社であるXと合併し、法人格が消滅していることが明らかになった。
同年4月13日、イスラエルの証券企業eToroと協業し、Twitter上でユーザーが株式や暗号資産（仮想通貨）の取引を可能にすると発表した。

## サービス

### Twitter
Twitterは、ユーザーが「ツイート」と呼ばれるメッセージを投稿し、他のユーザーと交流ができるマイクロブログおよびソーシャルネットワーキングサービス。

### Revue
Revueは、ライターが作成したメールマガジンを無料、または有料で購読させることができるサービス。Revueは2015年にオランダで設立され、2021年1月26日にTwitterに買収された。

### 終了したサービス

#### Vine
2012年10月5日、Twitterは2013年1月に立ち上げられたビデオクリップ会社Vineを買収した。2013年1月24日、Twitterはユーザーが6秒間のループ動画クリップを作成し共有できるスタンドアロンアプリとしてVineをリリースした。Twitterで共有されているVine動画は、ユーザーのTwitterフィードで直接見ることができる。2016年10月27日、Twitterはアップロードについてはすべて無効にするが、閲覧とダウンロードは引き続き機能すると発表した。2017年1月20日、Twitterはこれまでに公開されたすべてのVine動画のアーカイブを開始した。このアーカイブは2019年4月をもって正式に廃止された。

#### Periscope
2015年3月13日、Twitterは、動画のライブストリーミングを可能にするアプリPeriscopeの買収を発表した 。Periscopeは2015年3月26日にサービスを開始した。2021年3月31日、利用者の減少やプロダクトの再編、高い維持コストのため、サービス終了となった。ただし、過去のPeriscope動画は引き続きTwitterで視聴でき、その核となる機能のほとんどはアプリに組み込まれている。

#### CrashlyticsとFabric
Twitterは、2013年1月28日に、開発者向けのクラッシュレポートツールであるCrashlyticsを当時最大の買収額となる1億米ドル以上で買収した 。Twitterは、買収後もサービスのサポートと拡張を継続することを約束した。
2014年10月、TwitterはCrashlyticsを中心に構築されたモバイル開発者ツール群であるFabricを発表した 。Fabricは、Crashlytics、Answers（モバイルアプリ分析）、Beta（モバイルアプリ配布）、Digits（モバイルアプリIDおよび認証サービス）、MoPub、TwitterKit（TwitterへのログインとTweet表示機能）を単一のモジュラーSDKに統合している。インストールの容易さと互換性を保証されたまま、開発者は必要な機能を選択できる。TwitterはCrashlyticsの上にFabricを構築することで、Crashlyticsの高い普及率を利用して、MoPubとTwitterKitの使用を迅速に拡大することができた。Fabricは、発売からわずか8か月で10億のモバイル端末にアクティブに配信されるようになった。
2016年の初め、Twitterは、Fabricが20億以上のアクティブなデバイスにインストールされ、22万5000人を超える開発者によって使用されていることを発表した。 Fabricは、人気第1位のクラッシュレポートであり、iOSアプリのトップ200の中においても第1位のモバイル分析ソリューションとして認識され、Google AnalyticsやFlurry、MixPanelを上回っていた。なお、2017年1月にGoogleがTwitterからFabricを買収し、後にFirebaseプラットフォームに統合された。

## 買収
2010年4月11日、Twitterは、 Macintosh および iPhone 用のTwitterクライアント Tweetie の開発元であるAtebitsを買収した。
2013年1月28日、Twitterはモバイル開発者向けの製品を構築するためにCrashlyticsを買収した。2013年8月28日、TwitterはTrendrrを買収し 、続いて2013年9月9日にMoPubを買収した。
2014年6月4日、Twitterは、モバイル端末向けの「ネイティブ広告」を専門とするテクノロジー企業であるNamo Mediaを買収すると発表した 。2014年6月19日、Twitterは、テレビ放送の編集と共有を支援するサービスであるSnappyTVを買収するという非公開の合意に至ったと発表した。同社は、放送局や権利者がソーシャル上で有機的にビデオコンテンツを共有すること、そしてTwitterのAmplifyプログラムを介して共有することの両方を支援していた 。2014年7月、Twitterは、CardSpringという新興企業を非公開の金額で買収する意向を発表した。CardSpringを利用すると、小売業者はクレジットカードに自動的に同期するクーポンをオンラインショッピングの利用者に提供することができ、実店舗での買い物の際に割引を受けられるようになる。2014年7月31日、Twitterは、パスワードセキュリティのスタートアップ企業のMitroを買収したと発表した。2014年10月29日、TwitterはIBMとの新しいパートナーシップを発表した。このパートナーシップは、企業がTwitterデータを使用して、顧客やビジネス、その他のトレンドを把握できるようにすることを目的としている。
2015年2月11日、Twitterは、 ロブ・フィッシュマンとダレン・ラクトマンによって設立されたインフルエンサー向けの広告ネットワークであるNicheを5000万ドルで買収したと発表した。4月29日には、広告の技術企業であるTellApartを5億3200万ドルで買収したことを発表した。2016年6月、TwitterはMagic Ponyという人工知能スタートアップ企業を1億5千万ドルで買収した。
2021年1月26日、TwitterはSubstackなどの競合するプラットフォームに対抗するため、メールマガジンサービスであるRevueを買収した。
2021年11月と12月、Twitterのスレッドをアクセス可能なウェブページに変換するサービスのthreader.appと、メッセージングサービスのQuillという2つの競合企業を買収し、直ちに閉鎖した。threader.appユーザーは、代わりに当時一部の国でしか利用できなかったTwitter Blueサービスを購入するように指示された。
2022年10月28日、イーロン・マスクが440億ドルでのTwitterの買収を完了した。Twitterの株式は非公開化された。

## 日本法人
X Corp. Japan株式会社（読み：エックス コープ ジャパン カブシキガイシャ）は、アメリカのX社（旧Twitter社）の日本現地法人。旧社名は、Twitter Japan（ツイッタージャパン）株式会社。

### 日本市場における展開
2008年1月7日、Twitterの将来性を見出したデジタルガレージグループがTwitterに出資するとともに、日本展開の支援を発表、2008年4月23日にユーザインターフェースが日本語化された日本語版が利用可能になった。さらに2009年10月15日には携帯電話向けサイトを開設、同時にウィルコムの公式コンテンツとして登録された。
日本市場独自の文化として、自分がフォローしておらず自分もフォローされていない相手にリプライする際に「FF外から失礼します」と断りを入れることがあり、その文化を日本国外のメディアであるKotakuやMashableが「（日本人は）丁寧な言い方をする」とし、英語にすると「We don't follow each other, but please excuse me, [I have something to say]."」という表現になる、また他人の家に訪問する際に「お邪魔します」と挨拶することも混じえて紹介している。
2021年11月22日、日本法人の代表取締役にアマゾン・ジャパン出身の永妻玲子が就任。
2022年1月25日にTwitter社は透明性に関する報告書を公開し、2021年前半に各国からツイートの削除要請があった状況について日本からの要請が一番多かったと公表した。各国からTwitter社に寄せられた法的な削除要請のうち、日本からの削除要請が最多の43％を占め、内容は麻薬薬物・猥褻物・金融犯罪関連がほとんどであった。削除要請が多かった国はロシア・トルコ・インド・韓国と続き、日本と合わせた5カ国で全体の95％を占めた。これによりTwitterの規制が緩くなり、偽情報やヘイトスピーチの投稿が急増していると報告されている。
2022年11月6日、全株を保有しCEOとなったイーロン・マスクによる大規模な解雇は日本法人にも波及し、日本法人に所属していた広報関係者およびコミュニケーターが全員解雇されていたことが当人のTwitterアカウントで判明する。ジャーナリストの山本一郎によれば、日本法人の社員270人中200人が解雇された。
2023年3月31日、日本法人の代表取締役に松山歩が就任。
2023年4月に運営会社がX社に変更され、同年7月にサービス名もTwitterからXに変更されたが、日本法人は社名として2024年11月迄は「Twitter Japan」を引き続き使用していた。
2024年、悪質なインプレッション稼ぎに対して言及。広告収益は持続し、AIを活用しアカウントの削除に努めると強調した。同年内を目途に「X」の表記を含めた商号に社名変更する事も表明した。
2024年11月15日、X Corp. Japan 株式会社（読み：エックス コープ ジャパン）に社名変更した。

## 財務
| 年     | 収益 （百万米ドル） | 当期純利益（百万米ドル） | 総資産（百万米ドル） | 従業員数  |
| ------ | ------------------- | ------------------------ | -------------------- | --------- |
| 2010年 | 28                  | −67                      | 0                    |           |
| 2011年 | 106                 | −164                     | 721                  |           |
| 2012年 | 317                 | −79                      | 832                  | 2,000     |
| 2013年 | 665                 | −645                     | 3,366                | 2,712     |
| 2014年 | 1,403               | −578                     | 5,583                | 3,638     |
| 2015年 | 2,218               | −521                     | 6,442                | 3,898     |
| 2016年 | 2,530               | −457                     | 6,870                | 3,583     |
| 2017年 | 2,443               | −108                     | 7,412                | 3,372     |
| 2018年 | 3,042               | 1,206                    | 10,163               | 3,900     |
| 2019年 | 3,459               | 1,466                    | 12,703               | 4,900     |
| 2020年 | 3,716               | -1,136                   | 13,379               | 5,500以上 |
| 2021年 | 5,077               | −221                     | 14,060               | 7,500以上 |